# Cymothoa catarinensis
Cymothoa catarinensis is een pissebed uit de familie Cymothoidae. De wetenschappelijke naam van de soort is voor het eerst geldig gepubliceerd in 2003 door Thatcher, Loyola e Silva, Jost & Souza-Conceiçao.